# Оруджова Ізет Мірза Ага-кизи
Ізет Мірза Ага кизи Оруджова (азерб. İzzət Mirzəağa qızı Orucova; 16 вересня 1909, Баку — 22 квітня 1983, там же) — азербайджанський радянський хімік, лауреатка ордена Леніна і Державної премії Азербайджанської РСР, доктор технічних наук, професорка, академік Академії наук Азербайджанської РСР. Перша азербайджанка, яка зіграла в художньому кіно.

## Життєпис
Ізет Мірза Ага кизи Оруджова народилася 16 вересня 1909 року в Баку. У родині було п'ятеро дітей, найстаршою з яких була Ізет. Дочки Мірза Аги стали першими на їх вулиці, що скинули чадру. У дореволюційні роки ця вулиця так і називалася — Чадрова.
Ізет Оруджова закінчила дев'ятирічку. Потім навчалася у Азербайджанському нафтовому інституті, де вивчала хімію нафти. Після закінчення вишу у 1932 році почала працювати лаборанткою в Азербайджанському науково-дослідному інституті нафтопереробної промисловості. Після роботи також викладала в школі для дорослих.
Ще в студентські роки Ізет Оруджова, щоб допомагати родині, працювала друкаркою в «Азнафті». У цей же період вона стала зніматися в кіно. Відомий в ті роки азербайджанський драматург Джафар Джаббарли особисто запросив її знятися в головній ролі у фільмі «Севіль» за мотивами його однойменної п'єси. У 1929 році фільм вийшов на екрани і зробив величезний вплив на розкріпачення багатьох азербайджанських жінок в ті роки. У 1935 році Оруджова знялася у фільмі «Алмас», також знятої за мотивами однойменної п'єси Дж. Джаббарли.
В Азербайджанському науково-дослідному інституті нафтопереробної промисловості Ізет Оруджова пропрацювала до 1949 року. В період з 1949 по 1965 роки вона працювала в Інституті нафтохімічних процесів Академії наук Азербайджанської РСР, а в 1967 році була призначена директором Інституту неорганічної та фізичної хімії Академії наук Азербайджанської РСР. Цей пост він обіймала до 1971 року. З цього ж року Оруджова працювала в Інституті хімії присадок Академії наук Азербайджанської РСР.
Роботи Ізет Оруджової присвячені переважно вивченню властивостей мастил. Їй належать дослідження вплив виду сировини, методів її переробки і різних добавок на властивості мастильних матеріалів. Вченою розроблені деякі технологічні методи виробництва присадок. Ізет Оруджова працювала над поліпшенням якості моторних масел з використанням різних присадок.
У 1947 році Ізет Оруджова захистила кандидатську дисертацію на тему «Шляхи покращення мастильних масел», а в 1962 році — докторську під назвою «Створення енергетичних масел з новими властивостями».
У 1970 році Ізет Оруджова стала лауреатом Державної премії Азербайджанської РСР. У 1972 році їй було присвоєно звання академіка Академії наук Азербайджанської РСР.
22 квітня 1983 Ізет Оруджова померла. Похована на Другій Алеї почесного поховання в Баку.

## Особисте життя
У 1935 році Ізет Оруджова вийшла заміж за свого сусіда Мовсума Ісмаїлзаде. Незабаром у пари народився син Ілмаз. У 1937 році Мовсума заарештували як ворога народу. Передчуваючи свій арешт, він розлучився з дружиною, аби врятувати сім'ю від репресій. Коли Ісмаїлзаде повернувся із заслання, йому було заборонено жити в Баку і він оселився в Мінгечаурі, де одружився вдруге.